# The Rise and Fall of Ziggy Stardust and the Spiders from Mars
The Rise and Fall of Ziggy Stardust and the Spiders from Mars (ofte blot omtalt som Ziggy Stardust) er det femte studiealbum af den britiske sangskriver, sanger og musiker David Bowie. Albummet blev udgivet af RCA Records den 16. juni 1972 i Storbritannien. 
Albummet er et konceptalbum, der fortæller historien om den fiktive rockstjerne ved navn Ziggy Stardust. Albummet opnåede en femteplads på den britiske albumhitliste og en plads som nr. 75 på den amerikanske Billboard 200-liste.

## Sange
Alle sange er skrevet af David Bowie med mindre andet er anført.

### Side 1
1. "Five Years", (4:42)
2. "Soul Love" (3:34)
3. "Moonage Daydream" (4:40)
4. "Starman" (4:10)
5. "It Ain't Easy" (2:58) (skrevet af Ron Davies)

### Side 2
1. "Lady Stardust" (3:22)
2. "Star" (2:47)
3. "Hang On to Yourself" (2:40)
4. "Ziggy Stardust" (3:13)
5. "Suffragette City" (3:25)
6. "Rock 'n' Roll Suicide" (2:58)

## Medvirkende
- David Bowie – vokal, akustisk guitar, saxofon, piano
- Mick Ronson – elektrisk guitar, kor, keyboards, piano
- Trevor Bolder – el-bas, trompet
- Mick Woodmansey – trommer

Yderligere medvirkende på enkelte skæringer:
- Dana Gillespie – kor på "It Ain't Easy"
- Rick Wakeman – cembalo på "It Ain't Easy"